# Roza Eskenazi
Roza Sarah Eskenazi (Costantinopoli, 1897 – Atene, 2 dicembre 1980) è stata una cantante greca.
Interprete di Rebetiko e di musica tradizionale greca dell'Asia Minore, la sua carriera di teatro e di produzione discografica è durata dagli anni venti agli anni settanta

## Biografia

### Infanzia
Eskenazi nasce Sarah Skinazi in una famiglia ebrea sefardita a Costantinopoli. Durante la sua carriera Roza tenne segreta la sua vera data di nascita, dichiarando di essere nata nel 1910. In effetti, era almeno dieci anni più grande, e probabilmente nacque nel 1895 o 1897. Suo padre, Avram Skinazi, era un venditore di tappeti. Oltre a Roza, lui e sua moglie avevano due figli maschi, Nisim, il primogenito, e Sami.
Subito dopo l'inizio del secolo, la famiglia Skinazi si traslocò a Salonicco, allora ancora sotto il dominio dell'Impero Ottomano. Al tempo la città era in rapida espansione economica, e la sua popolazione era cresciuta del 70% nel periodo tra il 1870 ed il 1917. Avram Skinazi trovò lavoro in un cotonificio e prese altri vari lavori per poter migliorare la situazione economica della sua famiglia. E riuscì a trovare anche un'educatrice per Sarah, una giovane vicina, che insegnava altri ragazzi del posto a scrivere ed a leggere. Queste lezioni furono l'apice della sua formazione scolastica.
Per qualche tempo, Sarah, suo fratello e sua madre vissero nella vicina Komotini, allora una città con ancora una prevalente popolazione di lingua turca. La madre di Roza trovò lavoro come governante presso una ricca famiglia, e Roza l'aiutava con i lavori di casa.
Un giorno i proprietari turchi della taverna locale sentirono Sarah cantare. Questi rimasero stupefatti della sua voce e immediatamente bussarono alla sua porta esprimendole il loro desiderio che cantasse nel loro locale. La madre di Sarah era disturbata dall'idea che sua figlia – o qualsiasi altro membro della sua famiglia - diventasse un'"artista". Molti anni più tardi, durante un'intervista, Roza ammise che il periodo passato a Komotini portò una svolta nella sua vita. Fu, infatti, lì che Roza decise di diventare una cantante ed una ballerina.

### L'inizio della carriera
Ma Sarah riuscì a realizzare il suo sogno solo dopo il suo ritorno a Salonicco. Al tempo, la famiglia affittava un appartamento vicino al Teatro Grand Hotel della città, dove si esibivano alcuni degli artisti del quartiere. Ogni giorno, Sarah aiutava due delle ballerine a portare i loro costumi di scena al teatro, sperando di potere un giorno esibirsi anche lei sul palcoscenico con loro. Ed è stato proprio lì che lei iniziò la sua carriera di ballerina. 
Mentre era ancora un'adolescente, Sarah Skinazi, s'innamorò di Yiannis Zardinidis, un uomo ricco di una delle prominenti famiglie della Cappadocia. La famiglia di Zardinidis non approvava l'accoppiamento, considerando la ragazza di pochi principi morali. Nonostante ciò, i due scapparono per sposarsi intorno al 1913, e Sarah cambiò il suo nome a Roza, il nome con cui fu poi conosciuta in tutta la sua carriera.
Zardinidis morì, in ignote circostanze, intorno al 1917, lasciando Roza con un figlio piccolo - Paraschos. Capendo che non avrebbe potuto riuscire nella sua carriera di ballerina crescendo un neonato, Sarah lo portò all'asilo nido San Taksiarchis nella città di Xanthi. La famiglia del padre del bambino accettò di pagare per la sua permanenza in questa casa per bambini. Paraschos Zardnidis divenne poi in età adulta un alto ufficiale dell'Aeronautica Militare greca. Solo molti anni più tardi riuscì a riunirsi a sua madre dopo averla trovata ad Atene nel 1935.

### Atene
Roza si trasferì ad Atene subito dopo la morte di Zardinidis per poter seguire la sua carriera musicale. In breve tempo, si unì a due artisti di cabaret armeni, Seramous e Zabel, che si era subito legati a Roza perché parlava il turco, e perché mostrava di essere un vero talento musicale. Nonostante avesse continuato ad esibirsi come ballerina, Roza iniziò anche a cantare per i proprietari del club in greco, turco ed armeno. E fu lì che venne “scoperta” per la prima volta da un famoso compositore ed impresario Panagiotis Toundas alla fine degli anni 20. Toundas riconobbe immediatamente il suo talento e la presentò a Vassilis Toumbakaris della Columbia Records.

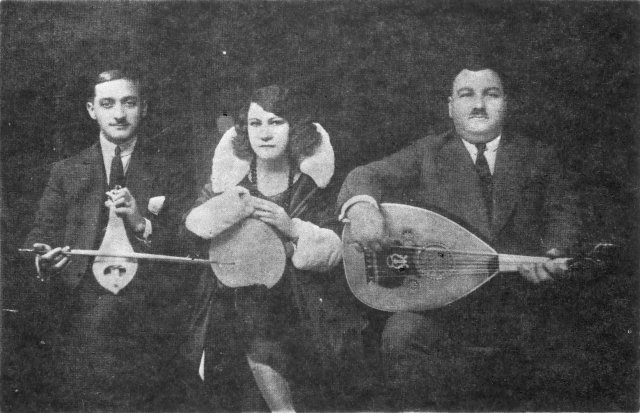
K. Lambros, R. Eskenazi, A. Tomboulis (Athens, c. 1930)

I primi due dischi di Roza con la Columbia, Mandili Kalamatiano e Kofyin Eleni Tin Elia (circa nel 1928) segnarono l'inizio della sua carriera discografica che sarebbe continuata ininterrotta fino agli anni ‘60. Nella metà degli anni '30, aveva già registrato più di 300 canzoni per la Columbia, ed era diventata una delle loro star più famose. Alcune delle musiche erano canzoni folkloristiche, specialmente dalla Grecia e da Smirne (İzmir) in Turchia. Ma la sua contribuzione alla musica locale furono i suoi dischi di Rebetiko e particolarmente di Smirne la scuola di Rebetiko. Roza fu sempre l'unica cantante ad aver portato la musica alla cultura popolare, e perfino oggi il suo suono unico viene ancora identificato con il suo stile.
Immediatamente dopo aver iniziato le registrazioni di dischi, Roza iniziò ad esibirsi anche di notte al nightclub “Taygetos” d'Atene. Con lei sul palcoscenico si esibivano anche Toundas, il violinista Salonikios, ed il suonatore di oud Agapios Tomboulis. Ma Eskenazi rimaneva la stella dello spettacolo, guadagnando una somma senza precedenti di 200 dracme a notte. Lei ha più tardi confessato al suo biografo Kostas Hatzidoulis che con tutti gli incassi dagli spettacoli avrebbe potuto essere molto più ricca, se non fosse stato per la sua debolezza per la gioielleria costosa che le aveva fatto spendere la maggior parte dei suoi guadagni. 

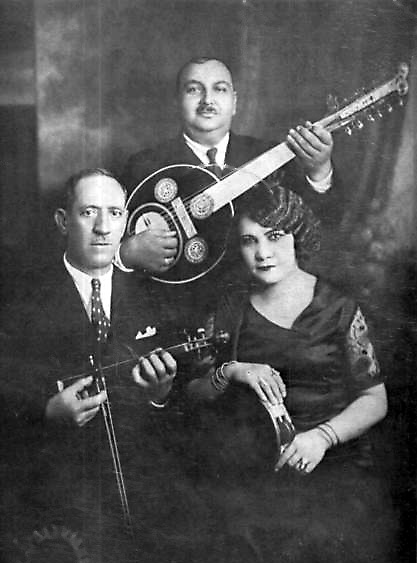
D. Semsis, A. Tomboulis, R. Eskenazi (Athens, 1932)

Con il fiorire della sua carriera, Eskenazi, firmò un contratto esclusivo con la Columbia Records, intorno al 1931 o 1932. Secondo i termini del suo contratto, avrebbe registrato almeno 40 canzoni all'anno ricevendo il 5% sul costo di ogni suo disco che avrebbe venduto. Ai quei tempi, lei era la sola artista femminile ad avere un accordo di diritti d'autore con una casa discografica.

### La carriera internazionale
In breve tempo, la sua carriera superò i confini politici della Grecia alla Diaspora greca. Insieme a Tomboulis, viaggiò in Egitto, Albania, e Serbia, ricevendo un caloroso benvenuto non solo dalle comunità greche, ma anche dalle comunità turche. Ma la sua musica causava anche un certo nervosismo tra gli ascoltatori, e una delle sue canzoni, Πρέζα όταν Πιείς (“Quando prendi la Cocaina”), era stata perfino censurata dal dittatore greco Ioannis Metaxas. In seguito a questo suo atto, molti altri artisti tradizionali di Rebetiko furono emarginati, ma alcuni nuovi trend dello stesso genere musicale, portati avanti da Vassilis Tsitsanis, iniziarono a conquistare il pubblico.

### La seconda guerra mondiale
Non molto più tardi, però, l'indipendenza della Grecia venne messa alla prova. Nel 1940, l'Italia invase la Grecia, e nel 1941 l'armata tedesca occupò il paese. Nonostante il regime repressivo, Roza continuò ad esibirsi, e nel 1942, aprì addirittura un suo proprio nightclub, il “Krystal”, assieme a suo figlio Paraschos, con cui si era intanto riunita. Nonostante fosse di religione ebraica, era riuscita ad ottenere un certificato di battesimo falso, ma la sua sicurezza fu assicurata anche grazie ad una sua relazione con un officiale tedesco.
Ma Roza Eskenazi non era né una traditrice, né una collaboratrice. Ed infatti si avvantaggiò della sua posizione privilegiata per supportare la resistenza locale, per nascondere i combattenti della resistenza, e perfino degli agenti inglesi, nella propria abitazione. Sarah riuscì anche a salvare degli ebrei sia ad Atene che a Salonicco. Tra quelli che riuscì a salvare dalla deportazione ad Auschwitz c'erano anche i suoi propri famigliari. Nel 1943, la sua copertura venne scoperta ed Eskenazi arrestata. Passò tre mesi in carcere prima che suo figlio ed il suo partner tedesco riuscissero nei loro notevoli sforzi per liberarla. Sarah passò il resto della sua vita nascondendosi, temendo di poter essere nuovamente arrestata.

### Gli anni del dopoguerra
Durante il corso della sua lunga carriera, Ezkenazi aveva stabilito delle ottime relazioni non solo con Vassilis Toumbakaris della Columbia Records, ma anche con Minos Matsas, che aveva appena fondato la Odeon/Parlophone. Ciò le permise di promuovere la carriera di altri diversi artisti famosi, tra cui Marika Ninou e Stella Haskil. Lei li introdusse alla Allilovoithia, l'unione musicisti, ed in breve tempo, iniziarono a registrare dischi con Vassilis Tsitsanis.
Dopo la guerra, nel 1949, Roza tornò a Patrasso per ricevere una nuova carta d'identità. In quell'occasione diede alcuni concerti, ma il vero punto di svolta della sua vita fu quando incontrò Christos Philipakopoulos, un giovane agente di polizia quasi trent'anni più giovane di lei. Questa fu una relazione che sarebbe durata, in un modo o in un altro, per tutto il resto della sua vita. 
Nonostante Roza avesse fatto delle tournée estensive in tutta l'area dei  Balcani, fu solo nel 1952 che ebbe il suo primo tour negli Stati Uniti per esibirsi davanti alle comunità di diaspora greche e turche. Il viaggio fu sponsorizzato dal Ristorante e Bar Parthenon di New York City e durò per diversi mesi. 
Questa fu la prima di tante tournée musicali all'estero. Nel 1955, l'impresario albanese Ayden Leskoviku della Balkan Record Company l'invitò ad esibirsi e a registrare in Istanbul, la città dove era nata. In seguito, registrò circa quaranta canzoni per Leskoviku, e ricevette un salario di $5.000. Nonostante questa fosse una somma relativamente bassa, Roza dichiarò poi che i costi della sua esibizione e le mance ricevute ammontarono a 10 volte tanto.
Subito dopo Istanbul, s'imbarcò per due ulteriori tournée negli Stati Uniti, esibendosi a New York, Detroit e Chicago. Il 5 luglio 1958, durante la sua seconda tournée negli USA, sposò Frank Alexander. Il matrimonio sembrava essere vero solo sulla carta. Questo era a quanto pare necessario perché lei ricevesse il permesso di lavoro negli USA. Ezkenasi amava l'America e sarebbe emigrata se non fosse stato per il suo altro amore, Christos Philipokopoulos. E ritornò ad Atene nel 1959 per poter essere con lui. Roza acquistò una grande casa a Kipoupoli per loro due, con i soldi guadagnati negli Stati Uniti, ed anche due camion e dei cavalli. Lei e Philipokopoulos vissero in quella casa per il resto della loro vita.

### Declino e riscoperta
Ezkenazi era adesso nei suoi anni sessanta, e la scena musicale in Grecia era cambiata notevolmente da quando aveva iniziato la sua carriera quattro decenni prima. La popolarità dello Smyrneiko (la musica d'İzmir) e del Rebetiko erano in declino, e Roza, assieme ad altri maestri dello stesso genere musicale, erano limitati a delle esibizioni occasionali nelle feste di villaggio e ad altri eventi minori. Nonostante avesse registrato alcune canzoni negli anni che seguirono, queste erano solo delle cover di alcuni suoi vecchi successi, registrati per delle minori case discografiche ad Atene.  
Alla fine degli anni '60 ci fu un rinato interesse nelle sue prime canzoni. La RCA registrò due 45 giri con quattro delle sue canzoni (compresa “Sabah Amanes”) con il violinista Dimitris Manisalis, ma la loro edizione fu limitata. Questa situazione cambiò, però, negli ultimi giorni della dittatura militarista nei primi anni '70. Improvvisamente, la gioventù del paese sviluppò un nuovo interesse per le canzoni urbane del passato, e diverse compilazioni importanti furono pubblicate. Una delle più famose fu “Rebetika Istoria”, una raccolta di sei dischi di musica Rebetiko, che  vendette centinaia di migliaia di copie. Dopo più di un decennio dal suo periodo di celebrità, Rosa Eskenazi, adesso all'età di oltre settant'anni, era di nuovo una star.
Ciò che rese diverso questo decennio dal periodo iniziale della sua carriera fu il diffondersi della televisione. Roza si adattò molto velocemente a questo nuovo medium e apparse in vari spettacoli televisivi. Nel 1973, la sua carriera venne documentata sul cortometraggio To Bouzouki (diretto da Vassilis Maros) e nel 1976 fece uno special TV di interviste e canzoni con Haris Alexiou, oltre ad altre apparizioni in vari programmi. Durante questo periodo, però, Roza non dimenticò mai le sue radici nei nightclub del suo paese, decise, perciò, di montare uno spettacolo settimanale dal vivo al “Themelio”, un nightclub a Plaka.
Essendo una delle poche cantanti di Rebetiko sopravvissute ed al tempo ancora attive, artisti e musicologi iniziarono a studiare il suo stile, che sembrava “autentico”. Questo ebbe un impatto duraturo su una nuova generazione di artisti, tra cui Haris Alexiou (con la quale apparve in televisione) e Glykeria. La cosa tragica era però il fatto che, mentre musicisti ed accademici erano interessati alle sue abilità, come anche alle sue intuizioni su un mondo musicale andato perso, il pubblico generale fosse  meno entusiasta, e la considerava più una curiosità. Nonostante ciò, continuò ad esibirsi, dando il suo ultimo spettacolo nel settembre 1977, nella città di Patrasso. Fan di tutte le età vennero a vederla cantare e ballare ed avere un assaggio della musica del passato.

### Gli ultimi giorni
Eskenazi ha passato gli ultimi suoi giorni nel silenzio e la serenità della sua casa a Kipoupoli, con Christos Philipakopoulos. Nonostante fosse ebrea di nascita, si era convertita alla fede ortodossa greca nel 1976, e ribattezzata Rozalia Eskenazi. Due anni dopo, iniziò a mostrare sintomi della malattia di Alzheimer, e a volte perdeva la strada ritornando a casa. Nell'estate del 1980, cadde e si ruppe un'anca. Questo incidente la forzò a rimanere in ospedale ben tre mesi, mentre Christos le rimaneva costantemente al fianco, prendendosi cura di qualsiasi cosa avesse bisogno. Ritornò a casa per un tempo breve, ma dovette essere ricoverata in una clinica privata a causa di un'infezione. Qui morì il 2 dicembre 1980.
Roza Eskenazi fu seppellita in una tomba senza lapide nel paese di Stomyo in Corinzia. Nel 2008, il consiglio culturale del paese riuscì a raccogliere la somma necessaria per erigere una semplice lapide, con l'iscrizione, “Roza Eskenazi, Artista”.

## Biografie
Nel 1982, due anni dopo la sua morte, Kosta Hatzidoulis pubblicò un breve memoriale intitolato Αυτά που Θυμάμαι (“Le cose che ricordo”), basato sulle interviste che Eskenazi aveva dato negli ultimi anni della sua vita. Nel libro è stata inclusa un'ampia raccolta di fotografie, in particolare di Roza all'inizio della sua carriera.
Nel 2008, il cinematografo Roy Sher della Sher Productions iniziò a lavorare su un documentario musicale chiamato My Sweet Canary ("Mio dolce canarino"), basato sulla vita e la carriera di Roza Eskenazi. Il film, una coproduzione internazionale, segue tre giovani musicisti da Grecia, Turchia e Israele, che si imbarcano in un viaggio in cerca del Rebetiko. Il film è uscito nel 2011.